# Херішеф

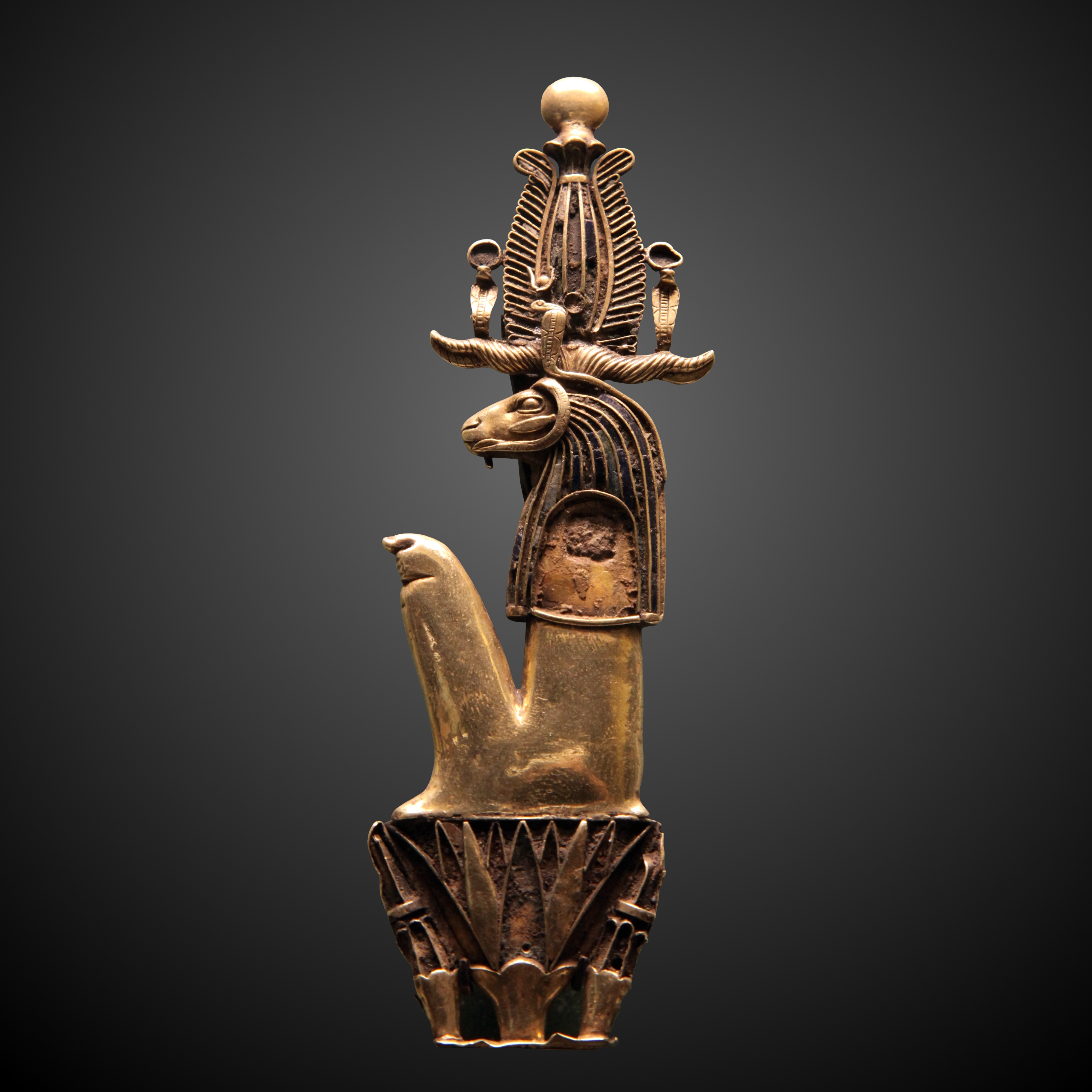
Геришаф як баран сидів на nenufar

Херішеф (дав. єгип. — той, хто знаходиться на своєму озері) — давньоєгипетський бог, покровитель Гермополя, шанувався як один з богів родючості і води, покровитель полювання і рибальства. Зображувався у вигляді людини з головою барана, в чому його зображення вельми схоже з зображеннями Хнума чи Банебджедета.
За фараонів IX і X династій шанувався як бог-творець, праве око якого Сонце, ліве — Місяць. За фараонів XI і XII династій стає однією з втілень Хора. Зображення Херішефа були поширені в Єгипті майже повсюдно, його можна побачити на стінах гробниць Мерікара, Аменемхета II, а також Гіпостильного залу в Карнаці. Греками ототожнювався з Гераклом.